# NGC 62
Az NGC 62 egy spirálgalaxis a Cetus (Cet) csillagképben.

## Felfedezése
Az NGC 62 galaxist Édouard Jean-Marie Stephan fedezte fel 1883. október 8-án.

## Tudományos adatok
A galaxis 6464 km/s sebességgel távolodik tőlünk.